# Potamogeton groenlandicus
Potamogeton groenlandicus är en nateväxtart som beskrevs av Hagstr. Potamogeton groenlandicus ingår i släktet natar, och familjen nateväxter. Inga underarter finns listade.